# Aster, Agrupació Astronòmica de Barcelona
|  | «Aster» redirigeix aquí. Vegeu-ne altres significats a «Aster (gènere)». |

Aster, Agrupació Astronòmica de Barcelona, és una entitat privada sense afany de lucre que reuneix els afeccionats a l'astronomia i ciències afins, de l'àmbit de Barcelona en particular i de Catalunya en general.
El seu objectiu és fomentar l'interès tant pràctic com teòric per l'astronomia. Les activitats que es realitzen per assolir aquest objectiu són, bàsicament, la divulgació popular d'aquesta ciència utilitzant tots el mitjans possibles i la potenciació de l'observació astronòmica pràctica en tots els àmbits a l'abast de l'astrònom amateur.
Entre les seves fites històriques més importants destaquen haver estat els primers d'Europa Occidental en detectar el senyal emès pel satèl·lit Sputnik 1 el 17 de gener de 1957, i el descobriment de l'erupció d'una banda atmosfèrica de Júpiter el 1989.

## Història
L'entitat va ser fundada va ser fundada l'any 1948 per grup de joves aficionats a l'astronomia liderats per Ernest Guille i Moliné, que fou el primer president de l'Agrupació. Un any després van realitzar la seva primera activitat, que fou l'observació d'un eclipsi parcial de Sol des del Tibidabo.
Els socis de l'Agrupació van construir un observatori inaugurat el 1953 a l'àtic del número 71 del Passeig de Gràcia de Barcelona, on hi havia la seu social d'ASTER. La terrassa de l'observatori disposà fins a final de la dècada de 1980 d'una garita meteorològica amb termòmetres, higròmetre, baròmetre i pluviòmetre. La instal·lació es va desmuntar quan les construccions veïnes la van inutilitzar. L'any 2004 Aster abandonà la seu del Passeig de Gràcia, degut al preu del lloguer, per traslladar-se al número 291 del carrer Viladomat, on guarden els seus històrics telescopis i la memòria dels seus assoliments, com el descobriment, l'any 1989, d'una gran erupció a Júpiter.